# The Box Tops
The Box Tops är en amerikansk blue-eyed soul, popgrupp bildad i Memphis, Tennessee år 1963 under namnet 
The Devilles. Gruppen bestod av Alex Chilton (sång), Gary Talley (gitarr), John Evan (orgel), Bill Cunningham (bas) och Danny Smythe (trummor). Efter att ha kallat sig The Devilles ett tag innan bytte man 1966 namn till The Box Tops för att inte förväxlas med en annan grupp som hade samma namn. Medlemmarna i gruppen var unga kompisar som knappt hade studerat klart.
1967 släpptes gruppens första singel som också kom att bli deras största blue-eyed soul hit "The Letter". Den låg etta på den amerikanska Billboard-listan i fyra veckor. Efter succén gjorde gruppens producent vissa saker som ledde till slitningar inom gruppen. Han började spela in låtar med endast några och ibland bara sångaren, Alex Chilton i The Box Tops och andra inhyrda studiomusiker. Två av medlemmarna, Evan och Smythe, fick då nog och gick tillbaka till studierna.
År 1968 kom gruppens andra hit, och den sista riktigt stora, "Cry Like a Baby" (tvåa på Billboard), men Chilton hade visat stort missnöje med materialet som producenten gav gruppen och bröt sig kort därefter loss från honom. Dock blev det inga stora hits och två år senare var The Box Tops historia. Andra singlar från gruppen var "Neon Rainbow", "Choo Choo Train", "I Met Her in Church" och "Soul Deep", deras sista notabla listplacering 1969.
Chilton och en till ur Box Tops-gänget gick en tid efter detta med i det musikgruppen Big Star, som anses ha varit viktig i utvecklingen av powerpop.
Den 17 mars 2010 avled Alex Chilton av en hjärtattack
Den 6 juli 2016 avled Danny Smythe

## Diskografi
- The Letter/Neon Rainbow (1967)
- Cry Like a Baby (1968)
- Nonstop (1968)
- Dimensions (1969)
- Tear Off! (1998)